# Xie Lingyun
Xie Lingyun (en xinès tradicional: 謝靈運; en xinès simplificat: 谢灵运; en pinyin: Xiè Língyùn) (385-433) aristòcrata i poeta xinès durant el final de la Dinastia Jin (265-420) i principis del període  de les Dinasties Meridionals i Septentrionals (420-589).

## Biografia

### Primers anys

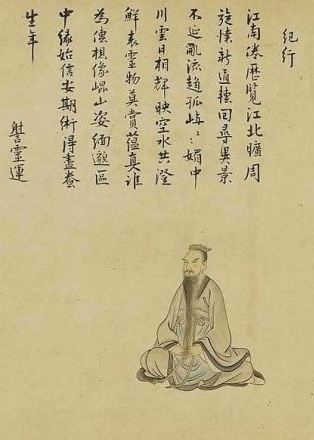
Retrat de Xie Lingyun fet per Kanō Tsunenobu (1636-1713)

Xie Lingyun també conegut com a Duc de Kangle va néixer a principis d'octubre del 385 en una família aristocrata de la noblesa dels Jin Orientals. Lingyun era l'únic net de Xie Xuan, primer duc de Kangle, que va rescatar la Xina meridional de les hordes bàrbares a la batalla del riu Fei el 383.
Per raons de salut durant la seva primera etapa formativa, fins als catorze anys  va ser educat per un monjo budista a l'actual Hangzhou, en un “kouan” (centre mig escolar – mig religiós) i posteriorment va anar a viure a les possessions de la família a Shining (Zhejiang) al sud-est del'actual Shaoxing. i el 399 Xie es traslladá a Jiankang, actual Nanjing.
La vida de Xie va estar a cavall de dues activitats, una com a servidor de l'administració imperial i l'altra com a poeta.

### Activitat professional
Als vint anys va entrar per primer cop al servei del futur emperador Liu Yu partidari de la causa dels Jin.
 i durant anys va viure una quantitat important de conflictes polítics i el canvi de la dinastia Jin a la Liu Song fundada per Liu Yu. Aquestes situacions van fer que en diversos moments fos obligat a deixar els seus càrrecs a la cort imperial i exiliar-se a les terres de la seva família a Shining.
Va servir al govern central fins al 422; després de la mort del primer emperador de la nova dinastia, va haver-hi una remodelació del poder que li era desfavorable, i va ser enviat a ocupar càrrecs a diferents províncies.
Amb Liu Yu com a emperador, el 428 va entrar al servei de l'administració pública com a responsable la biblioteca imperial.
L'any 433 va ser deportat a Canton i decapitat a la plaça pública. 

### Obra poètica
Xie es va veure influït per la tradició de la poesia a l'estil fu, que sovint incloïa descripcions de les belleses de la natura; però l'aportació de Xie va ser destil·lar l'essència d'aquest tipus de fu i adaptar-lo i comprimir-lo en la seva forma més purament poètica. Se'l considera el fundador de l'escola paisagista.
Cap el 416 va escriure les dues  primeres obres que encara perduren actualment, un elogi fúnebre dedicat al monjo Huiyuan, i un”fu”, (zhuang zheng fu) (descripció del territori).
El 423 va escriure la seva obra mestre “Shanju fu”, un poema de 4000 caràcters , on fa una descripció de totes les vessants de la natura.  

### Xie i el budisme
Sembla que Xie Lingyun va ser partidari de la branca subitiste del budisme chan. El 423, a Shining, va escriure la seva obra budista més important, el "Bianzong Mon", un assaig que posa de manifest el contrast.dels mètodes defensats per Confuci i els Budistes per arribar a la realització de la veritat suprema.